# 触控科技
触控科技是一家成立于2010年的移动游戏公司，总部位于北京，业务范围包括游戏支持、开发与发行，旗下游戏包括《捕鱼达人》《秦时明月》《料理次元》等。触控科技曾在2014年谋求纳斯达克上市，但最终放弃。

## 游戏引擎
触控科技是Cocos2d-x的主要维护者，Cocos2d-x是基于Cocos2d的开源游戏引擎，支持iOS、Android、macOS、Windows、Linux以及Web平台。截止2018年11月1日，Cocos2d-x是中国第一（市占率45%），全球第二（市占率30%）的移动游戏引擎。